# Рельово
Рельòво е село в Западна България, община Самоков, Софийска област.

## География
Село Рельово се намира на около 37 km юг-югоизточно от центъра на град София и 10 km запад-северозападно от град Самоков. Разположено е в северната периферия на палакарийската (западната) част на Самоковската котловина, северно от река Палакария (ляв приток на река Искър), върху терен с наклон на юг в южното подножие на Плана планина. Надморската височина в селото при сградата на кметството е около 910 m. Северната част на селото достига до боровите гори на Плана, а най-високата му част е местността „Викалото“.
Климатът е умерено-континентален; почвите са алувиални и кафяви горски.
Зимата е мека, а лятото – топло. Няма индустриални замърсители.
На север от селото по склоновете на Плана се разкриват много, но с малки размери пегматитови тела (жили). В миналото от тях е добиван в малки количества калиев фелдшпат (микроклин), използван в керамиката.
Републикански път III-627 през село Рельово води на югоизток до връзка с второкласния републикански път II-62 (Кюстендил – Дупница – Самоков), а на запад през обшинският път SFO2573 през селата Белчински бани и Белчин – също до връзка с второкласния път II-62. В Белчински бани общинският път има кръстовище с третокласния републикански път III-6205, който свързва второкласния път II-62 на север през селото с третокласния републикански път III-627 и отклонение от него за село Алино.
Рельово отстои на пътни разстояния около 10 km от град Самоков, 25 km от язовир Искър, 52 km от град София (през селата Бистрица и Железница), 20 km от град Сапарева баня и 30 km от хижа „Пионерска“ и лифта до хижа „Рилски езера“.
Землището на Рельово се простира на юг до Лакатишка Рила, най-северният и най-нисък дял в ниската част на Северозападна Рила. Местоположението и южното изложение на селото дават възможност при ясно време и добра видимост за отлична гледка към северните склонове и ридове на Източния, Средния и Северозападния дялове на Рила, включително към дяловете на върховете Мусала и Мальовица.
Гледано в южна посока от Рельово, високо над Лакатишка Рила, от ляво (изток) надясно (запад) е възможно да бъдат наблюдавани следните планински върхове в Рила: върхове в Източна Рила – в далечината е Равни връх (2637 m) и други върхове около река Ибър; следват върховете Шатър (2495 m), Ястребец (2369 m) над част от ски пистите на Боровец, зад него като висок и мощен хребет се откроява Дено (2790 m), следва Иречек (2852 m) и Малка Мусала (2902 m), а пред тях по близкото било водещо към Мусала се извисяват Алеко (2713 m) и Безименния връх (2792 m), като над всички тях е най-високият на Балканския полуостров връх Мусала (2925 m); в далчината в дясно от него остават Близнаците (2779 m); следват върхове в Средна Рила – Свети Дух (2122 m), Пчелина (2422 m), Малък Скакавец (2682 m); върхове в Северозападна Рила – Будачки камък (2447 m), Голям Мечит (или Голям Медарник – 2568 m), Лопушки връх (2698 m), Попова капа (2704 m), Голям Купен (2731 m), Ловница (2695 m), Злия зъб (2678 m), Двуглав (2605 m), Иглата (2575 m), Орловец (2685 m), Елени Връх (2654 m), Мальовица (2729 m), Ушите (2547 m), Голям Мраморец (2602 m) и Малък Мраморец (2596 m), Додов връх (2661 m), Вазов връх (2669 m), върхове около и на запад от Седемте рилски езера, вкл. Отовишки връх (2696 m), Сейменски камък (или Скалица – 2666 m), Кабул (2531 m) и други.
Числеността на населението на село Рельово по данните от преброяванията от 1934 г. насам се променя както следва:
| \| Година на преброяване \| Численост \| \| --------------------- \| --------- \| \| 1934 \| 1596 \| \| 1946 \| 1780 \| \| 1956 \| 1689 \| \| 1965 \| 1216 \| \| 1975 \| 987 \| \| 1985 \| 705 \| \| 1992 \| 526 \| \| 2001 \| 439 \| \| 2011 \| 298 \| \| 2021 \| 304 \| |           |
| Година на преброяване | Численост |
| 1934 | 1596      |
| 1946 | 1780      |
| 1956 | 1689      |
| 1965 | 1216      |
| 1975 | 987       |
| 1985 | 705       |
| 1992 | 526       |
| 2001 | 439       |
| 2011 | 298       |
| 2021 | 304       |

Етническият състав на населението по численост и дял на етническите групи според преброяването през 2011 г. е:
| Етнически групи     | Численост | Дял (в %) |
| Общо                | 298       | 100,00    |
| Българи             | 291       | 97,65     |
| Турци               | 5         | 1,68      |
| Цигани              | 0         | 0         |
| Други               | 0         | 0         |
| Не се самоопределят | 0         | 0         |
| Не отговорили       | 2         | 0,67      |

## История
Село Рельово е в България от 1878 г.
Около 1325 г. среднострумският феодал протосеваст Хрельо, градител на Рилския манастир, довел свои хора да плавят (промиват) желязна руда. Те се настанили в местността между доловете Маклища и Стакев дол. Хрельовите хора образували малко селище, което нарекли на името на своя господар – Хрельово.
Сведения за Рельово под името Хералува има в турски регистри от 1420 г.
През 18 век се формира книжовна школа с представител Янкул Хрельовски, а вероятно и Паисий Хилендарски.
През годините след заселването в селото се оформят около 30 основни рода със следните имена: Бандрови, Белови, Брадянови, Вардарови, Василеви, Гавадинови, Каньови, Кирови, Кичеви, Клещанови, Колеви, Крушареви, Кукареви (Рътови, Рътарови), Лухови, Мангалджийски, Милошеви, Мирчеви, Патрови, Пиргови, Плакареви, Попови, Презитареви, Пръцрагови, Пърлещи, Пърчови, Секулови, Субеви, Тенгарови, Тортеви, Тошови, Трохарови, Фусови, Фасулкови, Шукеини и други.
Църквата „Свети Николай Чудотворец“ („старата черква“) е построена през 1852 г. в гората над селото на южните склонове на Плана планина. Запазена е като паметник, реставрирана и облагородена е и е отворена за посетители. Името и годината на построяване са издълбани на каменния свод над входната врата. През 1922 г. в селото северно от центъра му е построен от местните жители със собствени средства и труд настоящият храм на Рельово – трикорабната църква „Свети Архангел Михаил“. Църквата е ремонтирана през 2019 г.
По други данни, в църквата „Свети архангел Михаил“ (от периода 1912 – 1925 г.) и в старата църква „Поп Никола“ – на мястото, където е било старото селище (поправена и удължена през 1851 г.), има ценни дърворезба и стенописи.
Училище в Рельово е открито през 1879 г. като начално училище с една паралелка (първото училище е от 1868 г. – в частна къща). От 1879 г. до 1884 г. има само един учител, който е обучавал всички ученици. От 1894 г. обучението се води от двама учители при слети паралелки І и ІІІ, ІІ и IV класове. През 1922 г. е построена новата сграда на училището с името „Отец Паисий“. Към 2024 г. в Рельово няма действащо училище.
Читалище „Надежда“ в село Рельово е създадено през 1927 г. През 2009 г. на законово основание към наименованието му е добавена годината на неговото първоначално създаване и то става „Надежда-1927“.
Трудово кооперативно земеделско стопанство (ТКЗС) „Рельовска комуна“ в село Рельово е основано през 1949 г. От 1959 г. то е в състава на Обединено ТКЗС „Алекси Мишев“ – село Белчин, а от 1975 г. е част от Аграрно-промишлен комплекс (АПК) „Самоковска комуна“ – гр. Самоков. След още организационни преобразувания то през 1990 г. е възстановено като ТКЗС – село Рельово. Съгласно Закона за собствеността и ползването на земеделските земи (ЗСПЗЗ) и съгласно съдебно решение, от декември 1992 г. ТКЗС – село Рельово е обявено в ликвидация и е избран Ликвидационен съвет, чиято дейност е прекратена на 11 май 1995 г.

## Религии
В Рельово се изповядва православно християнство. Общността е християнска още от създаването на селището.

## Обществени институции
Село Рельово към 2024 г. е център на кметство Рельово.
В село Рельово има:
- действащо към 2023 г. читалище „Надежда-1927“;[19]
- православна църква „Свети Архангел Михаил“;[20]
- пощенска станция.[21]

## Редовни събития
- В съботата около 29 юни всяка година се организира събор. Празник на селото по случай Петровден.
- Провеждат се тренировки и кръгове от националното първенство по спортно ориентиране.

## Места за развлечения
- Над селото се намира велопътека, носеща името Relyovo Fun Trail. Пътеката е натурална, от типа AM/Enduro с начало и край. Дължината ѝ е над километър и е подходяща и за начинаещи, и за напреднали.
- Близо до селото има барбекю беседка.
- В гората над селото се намира ловна хижа „Рельово“.

## Личности
- Паисий Хилендарски – Рельово е в спора за родното място на българския народен будител и духовник, автор на „История славянобългарска“[22]
- Янкул Хрельовски – даскал и книжовник живял и творил през 18 век
- Ангел Главев (роден през 1953 г.), български офицер, бригаден генерал
- Даниела Тренчева – журналист
- Любчо Трохаров – дипломат
- Милена Кирова – репортер в национална медия
- Никол Станкулова – Модел и Тв водеща
- Христо Георгиев Рътаров – кмет на селото в периода 1934 г. – 1936 г., убит и безследно изчезнал през 1944 г.
- Ватенката – Известен ТикТокър